# Hypothetical Situations
Albums de Abstract Thought
Lifestyles Of The Laptop Café
(Drexciya Storm #3)) L.I.F.E.
(Drexciya Storm #5))
Hypothetical Situations est un album de Drexciya paru en 2002 sur le label Kombination Research. L'album a été publié sous le pseudonyme Abstract Thought.
Hypothetical Situations est le quatrième album de la série des sept Drexciya Storms.

## Titres
| No | Titre                   | Durée |
| -- | ----------------------- | ----- |
| 1. | Bermuda Triangle        | 6:42  |
| 2. | Synchronized Dimensions | 6:40  |
| 3. | Me Want Woman's Punani  | 5:55  |
| 4. | Consequences Of Cloning | 5:31  |
| 5. | Solar Pulse             | 6:28  |
| 6. | Galactic Rotation       | 6:16  |